# Kilju

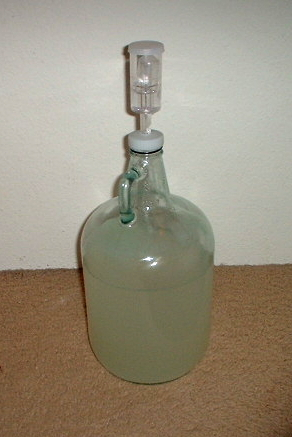
Kilju no quinto dia de fermentação.

Kilju é o nome popular de uma bebida alcoólica artesanal da Finlândia, em alguns países é conhecido como vinho açucarado. É feito com água, açúcar e fermento, possuindo entre 15 e 17 por cento de teor alcoólico.
Devido a restrição de venda de bebidas alcoólicas com alto teor alcoólico na Finlândia a bebida é associada a contracultura no país, sendo consumido por pessoas de baixa renda, devido ao seu sabor não ser muito bom, costuma ser tomado misturado com algum suco ou outras bebidas.